# العلاقات السعودية الكولومبية
العلاقات السعودية الكولومبية هي العلاقات الثنائية التي تجمع بين السعودية وكولومبيا.

## مقارنة بين البلدين
هذه مقارنة عامة ومرجعية للدولتين:
| وجه المقارنة                                              | السعودية        | كولومبيا        |
| --------------------------------------------------------- | --------------- | --------------- |
| المساحة (كم2)                                             | 2.25 مليون      | 1.14 مليون      |
| عدد السكان (نسمة)                                         | 33.00 مليون     | 49.07 مليون     |
| الكثافة السكانية (ن./كم²)                                 | 14.67           | 43.04           |
| العاصمة                                                   | الرياض، الدرعية | بوغوتا          |
| اللغة الرسمية                                             | اللغة العربية   | اللغة الإسبانية |
| العملة                                                    | ريال سعودي      | بيزو كولومبي    |
| الناتج المحلي الإجمالي (بليون دولار)                      | 683.83 مليار    | 309.19 مليار    |
| الناتج المحلي الإجمالي (تعادل القوة الشرائية) بليون دولار | 1.69 تريليون    | 724.96 مليار    |
| الناتج المحلي الإجمالي الاسمي للفرد دولار أمريكي          | 20.48 ألف       | 7.60 ألف        |
| الناتج المحلي الإجمالي للفرد دولار أمريكي                 | 52.01 ألف       | 13.36 ألف       |
| مؤشر التنمية البشرية                                      | 0.837           | 0.720           |
| رمز المكالمات الدولي                                      | +966            | +57             |
| رمز الإنترنت                                              | .sa             | .co             |
| المنطقة الزمنية                                           | ت ع م+03:00     | 00              |

## منظمات دولية مشتركة
يشترك البلدان في عضوية مجموعة من المنظمات الدولية، منها:
| علم المنظمة | اسم المنظمة                               | تاريخ انضمام السعودية | تاريخ انضمام كولومبيا |
| ----------- | ----------------------------------------- | --------------------- | --------------------- |
|             | يونسكو                                    | 4 نوفمبر 1946         | 31 أكتوبر 1947        |
|             | البنك الدولي للإنشاء والتعمير             | 26 أغسطس 1957         | 24 ديسمبر 1946        |
|             | منظمة حظر الأسلحة الكيميائية              | ?                     | ?                     |
|             | الأمم المتحدة                             | 24 أكتوبر 1945        | 5 نوفمبر 1945         |
|             | مؤسسة التمويل الدولية                     | 18 سبتمبر 1962        | 20 يوليو 1956         |
|             | المركز الدولي لتسوية المنازعات الاستشارية | 7 يونيو 1980          | 14 أغسطس 1997         |
|             | وكالة ضمان الاستثمار متعدد الأطراف        | 12 أبريل 1988         | 30 نوفمبر 1995        |
|             | الاتحاد البريدي العالمي                   | ?                     | ?                     |
|             | مؤسسة التنمية الدولية                     | 30 ديسمبر 1960        | 16 يونيو 1961         |
|             | منظمة الشرطة الجنائية الدولية             | 13 يونيو 1956         | ?                     |
|             | منظمة التجارة العالمية                    | 11 نوفمبر 2005        | ?                     |
|             | المنظمة الهيدروغرافية الدولية             | 8 أبريل 2002          | ?                     |
|             | الاتحاد الدولي للاتصالات                  | 7 فبراير 1949         | 25 أغسطس 1914         |

## وصلات خارجية
- موقع وزارة الخارجية السعودية